# Kingdom Hearts: Melody of Memory
Kingdom Hearts: Melody of Memory (キングダム ハーツ メロディ オブ メモリー Kingudamu Hātsu: Merodi obu Memorī?) en un videojuego de ritmo de acción de 2020 desarrollado por Square Enix e indieszero, y lanzado por Square Enix para Nintendo Switch, PlayStation 4, Xbox One y Microsoft Windows. Es la decimocuarta entrega en la serie Kingdom Hearts, volviendo a contar eventos de la serie hasta ahora, mientras que también se establece después de la expansión de Kingdom Hearts III, Re Mind.
Kingdom Hearts: Melody of Memory fue lanzado mundialmente en noviembre de 2020.

## Modo de juego
Kingdom Hearts: Melody of Memory es un juego de acción rítmica que ofrece jugabilidad tanto para un jugador como para varios jugadores. Los jugadores presionan los botones en el momento adecuado para obtener un Excelente, Bueno o Fallo, según el momento. Un fallo afecta la salud del jugador, lo que hace que el juego termine cuando se haya agotado. Los jugadores trabajan para subir de nivel la salud y el poder de ataque de los personajes, y cada personaje tiene dos tipos de habilidades de ataque a distancia y cuerpo a cuerpo.

## Recepción
| Recepción |                                     |
| --- | ----------------------------------- |
| Puntuaciones de reseñas Evaluador Calificación Metacritic NS: 79/100 [ 3 ] PS4: 74/100 [ 4 ] XONE: 75/100 [ 5 ] Puntuaciones de críticas Publicación Calificación Destructoid 7/10 [ 6 ] Famitsu 35/40 [ 7 ] Game Informer 8.0/10 [ 8 ] IGN 7.0/10 [ 9 ] Jeuxvideo.com 15/20 [ 10 ] Nintendo Life 8/10 [ 11 ] Nintendo World Report 8.5/10 [ 12 ] PlayStation Official Magazine (UK) 7/10 |                                     |
| Puntuaciones de reseñas |                                     |
| Evaluador | Calificación                        |
| Metacritic | NS: 79/100 PS4: 74/100 XONE: 75/100 |
| Puntuaciones de críticas |                                     |
| Publicación | Calificación                        |
| Destructoid | 7/10                                |
| Famitsu | 35/40                               |
| Game Informer | 8.0/10                              |
| IGN | 7.0/10                              |
| Jeuxvideo.com | 15/20                               |
| Nintendo Life | 8/10                                |
| Nintendo World Report | 8.5/10                              |
| PlayStation Official Magazine (UK) | 7/10                                |

IGN elogió el juego como "encantador", citando la confianza del juego en la nostalgia y el disfrute que experimentarían los fanáticos de la franquicia. Game Informer quedó impresionado por el amplio alcance de la colección de música del juego, así como por las batallas contra jefes del juego, aunque su pequeño número se calificó como una "gran decepción". Famitsu resaltó que a pesar de ser un juego de ritmo, la variedad de métodos de ataque hace que el juego se sienta como si el jugador estuviera realmente involucrado en un combate. Destructoid llamaron a los elementos de la historia "superfluos" y estaban confundidos por la disponibilidad de elementos poderosos para terminar los niveles y el desánimo del juego sobre su uso. Polygon calificó las escenas de narración del juego como "mediocres", "ininteligibles" y "ridículas".